# Revolver LeMat
Il revolver LeMat è un tipo di rivoltella a nove colpi prodotta negli Stati Uniti durante la Guerra di Secessione. L'arma è nota per la sua canna secondaria, che permette di sparare un colpo singolo di calibro maggiore, e per la capienza del suo tamburo, maggiore rispetto a quella delle pistole dell'epoca.

## Storia
L'arma fu progettata da Jean Alexander Le Mat, originario di New Orleans, prima dell'inizio della Guerra di Secessione Americana per poi essere ufficialmente brevettata nel 1856 negli Stati Uniti e successivamente anche in altri paesi d'Europa.
I primi modelli dell'arma erano già pronti prima dello scoppio della guerra civile e Le Mat decise di mettersi in affari con Pierre Gustave Toutant de Beauregard, cugino di sua moglie, che lo aiutò nella prima fase di produzione e successivamente nella vendita. Beauregard avrebbe inoltre portato il revolver come sua arma personale durante la Guerra di Secessione Americana, ricoprendo il ruolo di generale nell'Esercito Confederato. Inizialmente gli ispettori militari dell'Esercito Confederato ritennero inadeguato il progetto dell'arma: la struttura fu considerata troppo leggera per sostenere il frequente uso che se ne sarebbe dovuto fare sul campo di battaglia, il cilindro rischiava di girare fuori tempo e il meccanismo dell'arma si sarebbe rotto. Le Mat riuscì a ovviare a questi problemi con modifiche nel processo di produzione. Il suo revolver venne quindi ufficialmente acquisito dall'esercito degli Stati del Sud e lui ricevette il grado di colonnello dal governatore della Louisiana. Il revolver LeMat era progettato come arma pesante per la cavalleria e fu utilizzato dai componenti di alto rango dell'esercito come arma personale.
A causa della propria scarsa capacità manifatturiera nel produrre armamenti in larga scala gli Stati del Sud dovettero procurarsi la maggior parte delle armi oltre oceano. Per questo motivo la maggior parte dei rifornimenti di revolver LeMat arrivava da Belgio (Liegi), Francia (Parigi) e Inghilterra (Birmingham) e solo una minima percentuale veniva prodotta negli Stati Uniti a Filadelfia. A causa del blocco navale ai danni degli Stati del Sud inoltre i modelli costruiti in Belgio e in Francia non potevano arrivare direttamente ma dovevano essere spediti in Inghilterra, dove venivano testati e certificati, e poi navigavano attraverso le Bermuda per cercare di arrivare ai porti del Sud. Si stima che dal 1856 al 1865 siano stati prodotti all'incirca 2900 modelli, 900 venduti all'esercito di terra e 600 alla marina militare. Al giorno d'oggi vengono fabbricate delle riproduzioni del revolver LeMat ad opera della società F.lli Pietta.

## Caratteristiche

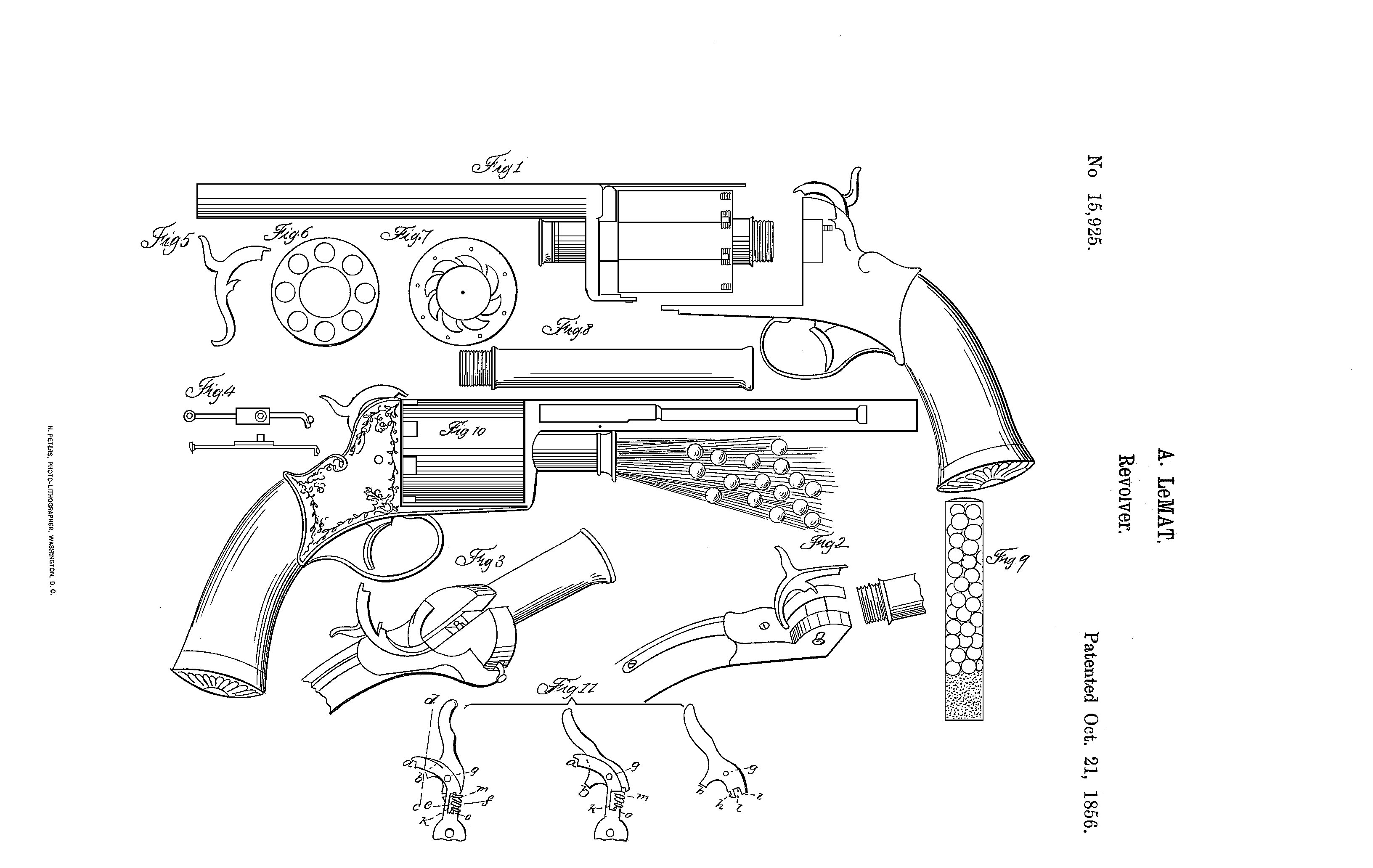
Brevetto del revolver LeMat

Il LeMat è un revolver a percussione ad avancarica. Per preparare la pistola allo sparo è quindi necessario versare nel tamburo la polvere da sparo e inserire la pallottola per poi posizionare la capsula a percussione sul luminello. Il revolver ha un meccanismo ad azione singola che richiede lo spostamento manuale del cane per armare la pistola a ogni colpo.
Il telaio dell'arma forma un pezzo unico con l'impugnatura. La canna inferiore (15 cm), caratteristica di quest'arma, è montata sotto a quella superiore (16,5 cm) mediante un anello frontale e uno posteriore, quest'ultimo legato fermamente alla parte bassa del telaio; la canna inferiore di calibro maggiore fa così da asse principale per la rotazione del tamburo dell'arma. La canna superiore è di forma ottagonale e internamente presenta una rigatura mentre quella inferiore, di forma cilindrica, è liscia al suo interno.

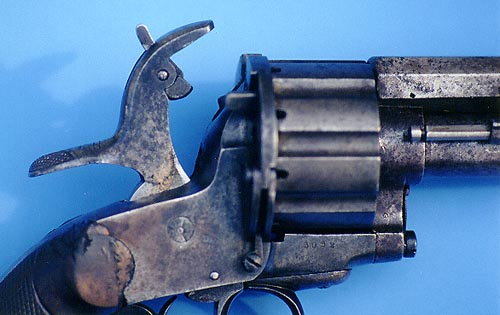
Ingrandimento del cane dell'arma. Da notare la piccola leva che permette, a seconda della posizione, di scegliere con quale delle due canne sparare.

Il revolver LeMat è conosciuto per la doppia modalità di fuoco. Una volta esauriti i nove proiettili calibro 42 del tamburo è infatti possibile sfruttare il singolo colpo calibro 63 della canna inferiore, simile allo sparo di un fucile a pompa. Il cane dell'arma possiede infatti un sistema formato da una piccola leva che è possibile alzare per poter sparare con la canna calibro 63. Nella normale impostazione del revolver invece tale leva viene tenuta abbassata e a essere esplosi sono i colpi del tamburo.

## Varianti
Baby LeMat: Modello in scala ridotta del revolver standard, presenta una canna superiore di calibro 32 e una inferiore di calibro 41. Questo è il modello con il numero più scarso di produzioni, circa un centinaio: tutte portano sulla canna il marchio "Systeme Le Mat Bte s.g.d.g Paris".
Carabina: Modello adattato a carabina con canne più lunghe per una maggiore precisione di tiro (calibro 44 e 53) e con un calcio di dimensioni maggiori più adatto ad un fucile.

## Apparizioni in film e videogiochi
- Il revolver LeMat è una delle armi disponibili nel videogioco Red Dead Redemption del 2010, su Red Dead Redemption 2 e su Red Dead Online del 2018[10]
- Nei videogiochi Call of Juarez (2006) e Call of Juarez: Bound in Blood (2009) il revolver LeMat è presente con il nome di Pistola Ibrida.[11]
- Il revolver è presente come arma utilizzabile nel videogioco Six Guns.[12]
- Il revolver compare tra le armi del più recente videogioco Hunt: Showdown, sviluppato da Crytek e pubblicato nel 2019.
- Nel film Pronti a morire, il personaggio di Gutzon possiede un modello dell'arma e in una scena ne viene anche mostrato il caricamento.[13]
- Nel film L'esercito delle 12 scimmie la pistola compare in una scena in un aeroporto.[13]
- Quentin Turnbull nel film Jonah Hex utilizza questo tipo di revolver come arma personale.[13]

- Nel film Cold Mountain W. P. Imnam usa la pistola più volte.[13]

- Il fuoco della giustizia (Forsaken), regia di Jon Cassar (2015) con kiefer Sutherland